# Turistická značená trasa 1819
 Turistická značená trasa 1819 je 7 km dlouhá modře značená krkonošská trasa Klubu českých turistů v okrese Trutnov spojující Horní Maršov a Lysečinskou boudu. Její převažující směr je severní. Trasa se ve velké většině nachází na území Krkonošského národního parku.

## Průběh trasy
Turistická trasa má svůj počátek na rozcestí v centru Horního Maršova na rozcestí se žlutě značenou trasu 7224 přicházející sem od Modrokamenné boudy a pokračující jako trasa 7223 na Rýchorskou boudu. Zároveň je zde výchozí zeleně značená trasa 4250 do Pece pod Sněžkou.
Trasa vede v celé délce trasy údolím Lysečinského potoka nejprve po silnici do Dolních Lysečin a dále po zpevněné komunikaci do Lysečin Horních. Trasa 1819 pokračuje dále po zpevněné komunikaci lesem proti proudu potoka kolem obory U Tygra a lesní kaple k Lysečinské boudě, kde končí. Zdejším rozcestím prochází červeně značená Cesta bratří Čapků z Trutnova na Pomezní Boudy.

## Turistické zajímavosti na trase
- Zámek Horní Maršov
- Kamenný Dolní lysečinský most
- Lysečinská skalní jehla
- Obora U Tygra
- Lesní kaple nad Horními Lysečinami
- Lysečinská bouda